# 莫尔登 (华盛顿州)
莫尔登,美国华盛顿州惠特曼县的一个城镇，位于该县北部。总面积1.74平方公里，总人口203（2010年）。